# Anna Ivette Rodríguez Navarro
Anna Ivette Rodríguez Navarro ( 21 de febrero de 1977, Cananea, Sonora) es la creadora y coordinadora del Programa de Sensibilización sobre la Perspectiva de Género en la niñez en el PIEG – UNISON (Programa Institucional de Equidad de Género – Universidad de Sonora) y primera galardonada en la categoría de Incidencia Comunitaria por la XII Reunión Nacional de la Red Nacional de Instituciones de Educación Superior (Renies): Caminos para la Igualdad de Género.

## Trayectoria
Maestra en Ciencias Sociales con especialidad en Políticas Públicas por El Colegio de Sonora (COLSON), desde 2005 se ha desempeñado como docente en la Universidad de Sonora, es investigadora especializada en género y comunicación. Ha impartido diversas conferencias, cursos y talleres en los temas de género, equidad y lenguaje incluyente entre las que se encuentran TEDXPitic (2016), Empoderamiento femenino: reconociendo los derechos de las mujeres organizado por la Mina Santa Elena First Majestic (2021), Hablemos de Herencia Minera organizado por Dynapro Pumps (2020), Desarrollo Político e Incluyente organizado por el Partido Acción Nacional (2022), Empoderamiento a través de las artes organizado por CREACTIVA, Encuentro de Mujeres en las Artes en 2022 organizado por el Instituto Municipal de Cultura y Arte (IMCA Hermosillo), El cuento como estrategia didáctica para construir un mundo menos cuadrado” (2020 y 2022), Caja de herramientas para trabajar migración y género (2022), Conferencia internacional: La interseccionalidad como respuesta al derecho de reconstruir la identidad (2022) organizados por PARCHE MAESTRO, comunidad de aprendizaje y práctica de los profesionales que trabajan en educación con sede en Colombia, así como otros cursos impartidos para el estudiantado, personal administrativo y académico de la UNISON,
Autora del libro de cuentos infantiles con perspectiva de género El Mundo Cuadrado de la Colección de Cuentos de la Copechi publicado por el Programa Institucional por la Equidad de Género (PIEG) de la Unison. Es directora de la empresa Pintando un Mundo de Igualdad donde se ofrece capacitación y consultoría sobre igualdad de género en empresas y organizaciones. Participa como Secretaria de Capacitación y Actualización Académica de la Dirección del Comité Estatal Sonora de la Asociación Mexicana de Ciencias Políticas (AMECIP).

## Distinciones
- Reconocimiento  A mujeres destacadas en Cananea, Instituto de la Mujer Cananense (2016)
- Distinción del Programa Mujer Sonorense de 100 impulsado por la  Secretaria de Educación y Cultura del Estado de Sonora (SEC) y The Washington  Center (2017)
- Premio a la Incidencia Comunitaria por la XII Reunión Nacional de la Red Nacional de Instituciones de Educación Superior (Renies): Caminos para la Igualdad de Género (2022).[13]

## Publicaciones
| Año  | Título |                    |
| 2018 | El Practicum y la promoción del desarrollo humano como espacio formativo de profesionistas en educación en El Paradigma del Desarrollo Humano. Una propuesta de formación universitaria en el campo de la educación. Pearson/Unison: 2018. ISBN 978-607-32-4805-1 | Capítulo de libro  |
| 2017 | El Mundo Cuadrado de la Colección de los Cuentos de la Copechi, cuentos con perspectiva de género, PIEG - Universidad de Sonora, ISBN 978-607- 518-237-7 | Cuentos            |
| 2017 | La Transversalización de la Perspectiva de Género en el Sistema de Justicia Penal del Diplomado Actualización en Mecanismos Alternativos para la Solución de Controversias en materia penal dentro del programa de Profesionalización de Operadores y Comunicadores del Sistema de Justicia Penal del ANUIES.                                                              | Capítulo de libro  |
| 2016 | Cambios sociales y su incidencia en la concepción del trabajo femenino en el ámbito universitario, en Revista Vínculos. Sociología, análisis y opinión. Número 8, enero- junio 2016, Universidad de Guadalajara. | Artículo académico |
| 2015 | El discurso implícito de la exclusión en la educación superior: caso Universidad de Sonora, en Relaciones, roles e identidades de género en Sonora, Pearson, ISBN 978-607-32-3407-8 | Capítulo de libro  |
| 2014 | Medios de comunicación e internet, herramientas aprendidas de los grupos de mujeres para influir en las políticas públicas de Hermosillo, Sonora. Caso Nosotras Ciudadanas y Mujeres y Punto en Género y Equidad. Un recuento de hechos en las Instituciones de Educación Superior y Organizaciones No Gubernamentales, ITSON, ISBN 978-607-609-09-6 (Edición electrónica) | Capítulo de libro  |
| 2014 | Mujeres en tránsito: entre el campo universitario y la vida familiar. Un acercamiento teórico desde la Educación Superior en México” en Revista Internacional de Formación Profesional, Adultos y Comunidad, Vol. 1, ISSN 2386-8023. | Artículo           |
| 2013 | “Diagnóstico de rasgos de violencia escolar adjudicada a la perspectiva de género adoptada por los docentes de escuelas secundarias de Hermosillo, percepción del profesorado” en La Convivencia Escolar: un acercamiento multidisciplinar, Gázquez Linares, J. et al (Comps). ASUNIVEP                                                                                    | Capítulo de libro  |
| 2009 | El impacto de la política pública del turismo en la experiencia local de Bahía de Kino, Sonora” Topofilia Revista de Arquitectura, Urbanismo y Ciencias Sociales, Volumen I, Numero 3, Centro de Estudios de América del Norte, El Colegio de Sonora | Artículo           |